# 서울 국제 푸드 앤 테이블웨어 박람회
틀:박람회 정보

서울 국제 푸드 앤 테이블 웨어 박람회는 음식문화 및 테이블산업의 모든 것을 한자리에 볼 수 있는 홍보전 개최를 통해 식품, 관광산업 활성화 발판을 마련한다.국내 및 해외의 푸드코디 및 테이블웨어 관련 제품소개, 식품/외식산업발전 향후 동향 소개, 국제적인 테이블웨어/푸드코디 행사를 통한 식품, 외식 발전 초석 마련, 푸드코디네이터 관련 전문가와 아마추어의 각종 공모전, 경연대회, 전시회를 통한 화합의 장의 형성을 목적으로 2004년 이후 세계음식문화연구원에서 진행하고 있는 행사이다. 사무실은 서울특별시 강남구 신사동 514-15, 삼화빌딩 5층에 있다.

## 주요 행사
- 세계푸드코디네이터 올림픽(푸드코디네이터 민간기능경기대회)
- 푸드 그랑프리 경연대회
- 커피소믈리에 챔피언십
- 김치, 식재료, 밥소믈리에 경연대회
- 대만민국 학교급식창작경연대회
- 공모전
- 다문화 북한이탈주민한식요리경연대회
- 대한민국 창작경연
- 기업브랜드 홍보관
- 특별전시/ 이벤트/ 체험